# Мансур Бахрамі
Мансу́р Бахра́мі (перс. منصور بهرامی, фр. Mansour Bahrami; нар. 26 квітня 1956, Ерак) — ірано-французький професійний тенісист, що спеціалізувався на грі в парах. Дворазовий переможець турнірів Гран-прі у парному розряді, фіналіст Відкритого чемпіонату Франції 1989 року у чоловічому парному розряді.
Завершив кар'єру 1995 року.

## Біографія
З п'ятирічного віку Мансур Бахрамі подавав м'ячі на тенісних кортах і, за відсутності грошей на власну ракетку, тренувався зі сковорідками і ручками від мітел. За його словами, саме цим заняттям, він зобов'язаний своїй незвичній манері гри. Вже до 16 років він став одним з провідних тенісистів Ірану, але його кар'єрі, здавалось, прийшов кінець, коли після Ісламської революції 1979 року в країні був заборонений професійний спорт. За його власними словами, він три роки заробляв на життя граючи в нарди. Однак у 1981 році він виграв Кубок Революції в Тегерані, і отримавши головний приз змагань — поїздку до Франції, після переїзду залишився в Європі.
За недовгий час після переїзду Бахрамі розтратив всі свої заощадження в казино і залишився без засобів до існування. Фінансова підтримка друзів допомогла йому протриматись до того часу, коли, повернувшись до гарної форми, він почав успішно виступати на тенісних турнірах у Франції. Коли термін французької візи Бахрамі сплив,
він опинився у становищі нелегального іммігранта, не маючи бажання отримати статус біженця. У 1981 році він дістався третього кола Відкритого чемпіонату Франції, чим привернув до себе увагу газет L’Équipe і Le Figaro, за допомогою яких його візу вдалось поновити. До повноцінної участі в турнірах тенісного Гран-прі він був допущений тільки у 30 років. Він виступав в професійному турі до початку 1990-х років, а потім долучився до новоствореного Туру чемпіонів ATP, призначеного для тенісистів у віці старше 35 років. Окрім виступів у ветеранських турнірах Бахрамі, якого вважають батьком «акробатичного тенісу» і кличуть «маестро» та «князь клоунів», проводить багато часу в гастрольних поїздках, беручи участь у виставкових турнірах і спортивних шоу. Серед його трюків — подачі з-під руки або шістьма м'ячами одночасно, «свічка» між ніг, прийом м'яча у кишеню, удари за спиною, ручкою ракетки або в «уповільненій зйомці», а також м'ячі, закручені настільки сильно, що, торкнувшись корту на стороні супротивника, відскакують через сітку назад на його половину корту.
З 1989 року Мансур Бахрамі є громадянином Франції. Його дружина, Фредеріка, — французка. У подружжя є двоє дітей — Сем і Антуан. У 2006 році Бахрамі видав автобіографічну книгу «Корт чудес» (фр. Le Court des Miracles); у 2009 році вийшло друком англійське видання цієї книги.

## Спортивна кар'єра
У 1974 році Бахрамі вперше виступив у складі збірної Ірану на Кубка Девіса, де програв обидві свої зустрічі суперникам з команди Великої Британії. У 1976 році він приніс збірній Ірану два очки у матчі з ірландцями, але його команда виступала з загальним рахунком 2:3. Наступного року Бахрамі практично самотужки взяв гору над командою Алжиру, виграв обидві одиночні і парну зустріч, а потім приніс іранській команді єдине очко у програному матчі проти поляків. У 1978 році він приносив збірній очки в матчах з командами Польщі, Туреччини і Швейцарії.
Ісламська революція і еміграція до Франції стали причиною великої перерви у тенісній кар'єрі Бахрамі. Повернутися у професійних теніс він зміг тільки у середині 80-х років. Починаючи з 1986 року, він почав знову демонструвати у професійних турнірах гарні результати. Так, у 1986 році він дістався півфіналу турніру Гран-прі у Меці в одиночному розряді, а в парах дійшов до півфіналів одразу трьох турнірів Гран-прі у Франції та ФРН і виграв «челенджер» у Новому Ульмі, заробивши за рік 19 тисяч доларів. 1987 рік був позначений виходом у фінал престижного ґрунтового турніру в Монте-Карло в парі з данцем Мікаелем Мортенсеном. У чвертьфіналі вони переграли одну з найсильніших пар світу — французів Янніка Ноа і Гі Форже. У вересні 1988 року після відносно невдалого сезону Бахрамі, що обіймав у рейтингу 236 сходинку, об'єднав зусилля з сильним чеським парним гравцем Томашем Шмідом і виграв в Женеві свій перший турнір Гран-прі.
1989 рік став роком найбільшого успіху в кар'єрі Бахрамі. На Відкритому чемпіонаті Франції він в парі з іншим представником Франції Еріком Віноградскі несподівано дійшов до фіналу. Втім, варто зазначити, що жеребкування було до них прихильне і на шляху до фіналу їм не трапилось жодної сіяної пари. Після чемпіонату Франції до кінця сезону Бахрамі ще двічі виходив до фіналу турнірів Гран-прі в парному розряді і один з них — в Тулузі — виграв. Його призові за цей рік склали понад 47 тисяч доларів. Наступні два сезони він, близький до 35 років, звів до мінімуму виступи в одиночному розряді і ще по разу виходив до фіналів в турнірах нового АТР-тура, що змінив Гран-прі. Восени 1990 року в Парижі в парі з Віноградскі він здобув перемогу над другою пару світу — американців Ріка Ліча і Джима П'ю, обігравши вище всіх посіяних суперників в кар'єрі.
Після фактичного завершення кар'єри у кінці 1992 року, Бахрамі, що зберіг окрім французького й іранське громадянство, у 1993 році повернувся до складу збірної Ірану у Кубку Девіса. У складі збірної він виступав до 1997 року, і за цей час виграв декілька ключових зустрічей з суперниками з Таїланду, Пакистану і Тайваня. У 1993 році він також почав виступи в Турі чемпіонів АТР, призначеному для тенісистів у віці 35 років і старших. У 1999 році він досяг свого найвищого успіху у цьому турнірі, вигравши турнір у Досі (Катар) після перемог над Анрі Леконтом, Петом Кешем і Янником Ноа. Бахрамі продовжує виступати у ветеранських і виставкових турнірах і матчах, зокрема, щороку з'являється на популярному виставковому турнірі в Альберт-холлі (Лондон).

## Фінали турнірів ATP за кар'єру

### Парний розряд: 12 (2–10)
| Перемога - Легенда       |
| ------------------------ |
| Великий шлем (0–1)       |
| Tennis Masters Cup (0–0) |
| Серія Мастерс ATP (0–2)  |
| Тур ATP (2–7)            |

| Результат | В-П  | Дата | Турнір                               | Покриття   | Партнер                | Суперники                           | Рахунок                 |
| --------- | ---- | ---- | ------------------------------------ | ---------- | ---------------------- | ----------------------------------- | ----------------------- |
| Поразка   | 0–1  | 1986 | ATP Bordeaux                         | Ґрунт      | Роналд Ейдженор        | Хорді Арресе Девід де Мігель        | 5–7, 4–6                |
| Поразка   | 0–2  | 1986 | MercedesCup                          | Ґрунт      | Дієго Перес            | Ганс Гільдемайстер Андрес Гомес     | 4–6, 3–6                |
| Поразка   | 0–3  | 1986 | Мастерс Париж                        | Килим (i)  | Дієго Перес            | Пітер Флемінг Джон Макінрой         | 3–6, 2–6                |
| Поразка   | 0–4  | 1987 | Мастерс Монте-Карло                  | Ґрунт      | Мікаель Мортенсен      | Ганс Гільдемайстер Андрес Гомес     | 2–6, 4–6                |
| Поразка   | 0–5  | 1987 | Geneva Open                          | Ґрунт      | Дієго Перес            | Рікардо Асіолі Луїс Маттар          | 6–3, 4–6, 2–6           |
| Перемога  | 1–5  | 1988 | Geneva Open                          | Ґрунт      | Томаш Шмід             | Ґуставо Луса Гільєрмо Перес Рольдан | 6–4 6–3                 |
| Поразка   | 1–6  | 1988 | Toulouse Grand Prix                  | Тверде (i) | Гі Форже               | Том Нейссен Ріккі Остертун          | 3–6, 4–6                |
| Поразка   | 1–7  | 1989 | Відкритий чемпіонат Франції з тенісу | Ґрунт      | Ерік Віноградскі       | Джим Грабб Патрік Макінрой          | 4–6, 6–2, 4–6, 6–7(5–7) |
| Поразка   | 1–8  | 1989 | Geneva Open                          | Ґрунт      | Гільєрмо Перес Рольдан | Андрес Гомес Альберто Манчіні       | 3–6, 5–7                |
| Перемога  | 2–8  | 1989 | Toulouse Grand Prix                  | Тверде (i) | Ерік Віноградскі       | Тодд Нелсон Роджер Сміт             | 6–2, 7–6                |
| Поразка   | 2–9  | 1990 | ATP Bordeaux                         | Ґрунт      | Яннік Ноа              | Томас Карбонелл Лібор Пімек         | 3–6, 7–6, 2-6           |
| Поразка   | 2–10 | 1991 | Copenhagen Open                      | Килим (i)  | Андрій Ольховський     | Тодд Вудбрідж Марк Вудфорд          | 3–6, 1–6                |

## Фінали челленджерів

### Парний розряд: 5 (3–2)
| Результат | Ранг | Дата | Турнір                        | Покриття  | Partnering        | Суперники                         | Рахунок  |
| --------- | ---- | ---- | ----------------------------- | --------- | ----------------- | --------------------------------- | -------- |
| Поразка   | 1.   | 1986 | Шартр, Франція                | Ґрунт     | Ерік Віноградскі  | Хав'єр Франа Густаво Герреро      | 2–6, 4–6 |
| Перемога  | 1.   | 1986 | Новий Ульм, Західна Німеччина | Ґрунт     | Ярослав Навратіл  | Менно Остінг Гюб ван Букел        | 7–5, 6–1 |
| Перемога  | 2.   | 1987 | Клермон-Ферран, Франція       | Ґрунт     | Клаудіо Медзадрі  | Крістоф Лесаж Жан-Марк П'ясентіль | 6–3, 7–5 |
| Поразка   | 2.   | 1987 | Новий Ульм, Західна Німеччина | Ґрунт     | Мікаель Мортенсен | Яромір Бека Удо Ріглевскі         | WEA      |
| Перемога  | 3.   | 1990 | Діжон, Франція                | Килим (i) | Родольф Жільбер   | Ян Апелль Петер Нюборґ            | 7–5, 6–2 |